# Équipe du Canada féminine de softball
L'équipe du Canada féminine de softball est l'équipe nationale qui représente le Canada dans les compétitions internationales féminines de softball. Elle est gérée par Softball Canada.

## Résultats en compétitions internationales

### Jeux olympiques
- 1996 : 5e
- 2000 : 8e
- 2004 : 5e
- 2008 : 4e
- 2020 : En cours

### Championnat du monde
- 1965 : Non participante
- 1970 : 8e
- 1974 : 7e
- 1978 :  2e
- 1982 : 8e
- 1986 : 4e
- 1990 : 7e
- 1994 : 4e
- 1998 : 5e
- 2002 : 9e
- 2006 : 5e
- 2010 :  3e
- 2012 : 4e
- 2014 : 4e
- 2016 :  3e
- 2018 :  3e

### Jeux panaméricains
- 1979 : ?
- 1983 :  Vainqueur
- 1987 :  3e
- 1991 :  2e
- 1995 : ?
- 1999 :  2e
- 2003 :  2e
- 2007 :  2e
- 2011 :  2e
- 2015 :  Vainqueur
- 2019 :  2e